# Antirrhinum fernandezcasasii
Antirrhinum fernandezcasasii är en grobladsväxtart som beskrevs av A. Romo, G. Stübing och J.B. Peris. Antirrhinum fernandezcasasii ingår i släktet lejongapssläktet, och familjen grobladsväxter. Inga underarter finns listade i Catalogue of Life.